# Conclave d'avril 1555
Le conclave d'avril 1555 se déroule à Rome, du 5 au 9 avril 1555, juste après la mort du pape Jules III et aboutit à l'élection du cardinal Marcello Cervini degli Spannochi qui devient le pape Marcel II. Il meurt vingt deux jours après le début de son pontificat. Il est le dernier pape de l'histoire à conserver son prénom de baptême.

## Source
- (en) Cet article est partiellement ou en totalité issu de l’article de Wikipédia en anglais intitulé « Papal conclave, April 1555 » (voir la liste des auteurs).